# NGC 7112
NGC 7112 (другие обозначения — NGC 7113, PGC 67208, MCG 2-55-9, ZWG 427.16, KCPG 558B) — эллиптическая галактика (E) в созвездии Пегас.
Этот объект занесён в новый общий каталог несколько раз, с обозначениями NGC 7112, NGC 7113.
Этот объект входит в число перечисленных в оригинальной редакции «Нового общего каталога».